# ROCS Tô Áo (DDG-1802)
ROCS Tô Áo (蘇澳, DDG-1802) là tàu khu trục lớp Cơ Long trang bị tên lửa dẫn đường đang phục vụ cho Hải quân Trung Hoa Dân Quốc.
Tô Áo trước đây là USS Callaghan (DDG-994) lớp Kidd của Hải quân Hoa Kỳ bị loại biên chế năm 1998. Một thời gian sau khi tàu được mua bởi Trung Hoa Dân Quốc vào ngày 30 tháng 5 năm 2003, Tô Áo được đặt tên dự kiến Ming Teh (明德), theo mẫu của Chi Teh (紀德), nhưng sau đó nó đã được quyết định để được đặt tên Tô Áo, Tô Áo, Nghi Lan căn cứ hải quân ở phía đông Đài Loan.

## Trang bị
Cảm biến/radar: Hệ thống radar trên tàu gồm: radar định vị phát hiện mục tiêu nổi AN/SPS-55; radar định vị phát hiện mục tiêu trên không 3D AN/SPS-48E; radar chuyển hướng, dẫn đường Raytheon AN/SPS-64V9; radar điều khiển hỏa lực AN/SPG-60; radar đa năng vừa trinh sát vừa kiểm soát hỏa lực AN/SPQ-9A; sonar kết hợp chủ/bị động phát hiện và xác định vị trí tàu ngầm AN/SQS-53D.
Hệ thống thông tin liên lạc: Hệ thống thông tin liên lạc trên tàu được kiểm soát bởi hệ thống NACMAVS.
Tên lửa: Tên lửa phòng không RIM-66L-2 Standard SM-2MR Block IIIA; Tên lửa chống hạm RGM-84L Harpoon; Tên lửa chống hạm Hùng Phong III;
Pháo hạm: Pháo hạm Mk-45 Mod 2 127mm; Hệ thống pháo phòng không tầm gần Mk-15 Phalanx 20mm;
Ngư lôi: Ngư lôi Mk-46; Tên lửa chống ngầm RUR-5 ASROC;
Trực thăng săn ngầm: Đuôi tàu có nhà chứa và sàn đáp cho hai trực thăng săn ngầm S-70C Blue Hawk
Các tàu lớp Cơ Long còn được lắp đặt hệ thống tự động tìm kiếm và khoanh vùng khu vực hỏng hóc hoặc tổn thất, tự động đóng cửa và nắp các khoang, khởi động máy bơm nước và hệ thống cứu hỏa tự động.